# Lothar Fischer
Lothar Fischer (Germersheim, 8 november 1933 – Baierbrunn bij München, 16 juni 2004) was een Duitse beeldhouwer.

## Leven en werk
Fischer was een belangrijke beeldhouwer in de periode na de Tweede Wereldoorlog. In zijn werk hield hij zich bezig met de geabstraheerde menselijke figuur, maar ook met ruiters en paarden. Fischer studeerde van 1952 tot 1958 aan de Akademie der Bildenden Künste München. Hij richtte in 1958, samen met de schilders Heimrad Prem, Helmut Sturm en Hans Peter Zimmer de kunstenaarsgroep Spur (1958 - 1965), op. In 1964 werd Fischer uitgenodigd voor documenta III in Kassel. Van 1975 tot 1997 was hij als hoogleraar verbonden aan de Universiteit van de Kunsten in Berlijn. In 1984 was hij docent aan de Internationale Zomeracademie Salzburg.

## Museum Lothar Fischer
Neumarkt in der Oberpfalz, de stad waar hij zijn jeugd doorbracht en tot het laatst nauw mee was verbonden, heeft in 2004 het Museum Lothar Fischer geopend. In het museum wordt een groot deel van zijn werken, alsmede zijn nalatenschap, getoond.

## Werken (selectie)
- Fischbrunnen (1961), Neumarkt
- Großer gehörnter Tierschädel (1977/1979), buitencollectie Skulpturenmuseum Glaskasten in Marl
- Großer sitzender weiblicher Torso (1978/1984), Heilbronn en Osnabrück
- Die Sitzende (1980), Kaiserslautern
- Geharnischter Kopf (1980), Skulpturenpark Sammlung Domnick in Nürtingen
- Mann und Frau sich gegenübersitzend (1983), beeldenroute Kunst am Campus van de Universiteit Augsburg in Augsburg
- Christus (1985), Skulpturenpark am Diakonie, Paul-Gräb-Straße in Wehr (Baden)
- Stehende (Dreiergruppe) (1990), Neumarkt
- Büste (Vierergruppe) (1990), Neumarkt
- Größer männlicher Kopf (1991), Neumarkt
- Dreikantfigur (1991), Johannistorwall in Osnabrück
- Gußeissenplastik 3-delig (1992), Fraunhofer Institut in Stuttgart
- Enigma-Variationen (1997), Hamburg
- Adam und Eva (2002), entree Kunsthalle St. Annen in Lübeck
- Drei Reiter (2002), Residenzplatz in Neumarkt

## Prijzen
- 1959 Rome-Stipendium van de Arnold Foundation
- 1960 Kunstpreis der Jugend afd. beeldhouwkunst, Mannheim
- 1961 Stipendium van de Deutsche Akademie Rom Villa Massimo, Rome
- 1967 Schwabinger Kunstpreis
- 1968 Pfalzpreis für Bildende Kunst
- 1971 Aanmoedigingsprijs Beeldende Kunst van de stad München
- 1972 Kunstprijs van de stad Darmstadt
- 1990 Kunstprijs deelstaat Rijnland-Palts
- 2000 Kunstprijs van de stad Neumarkt in der Oberpfalz

## Fotogalerij

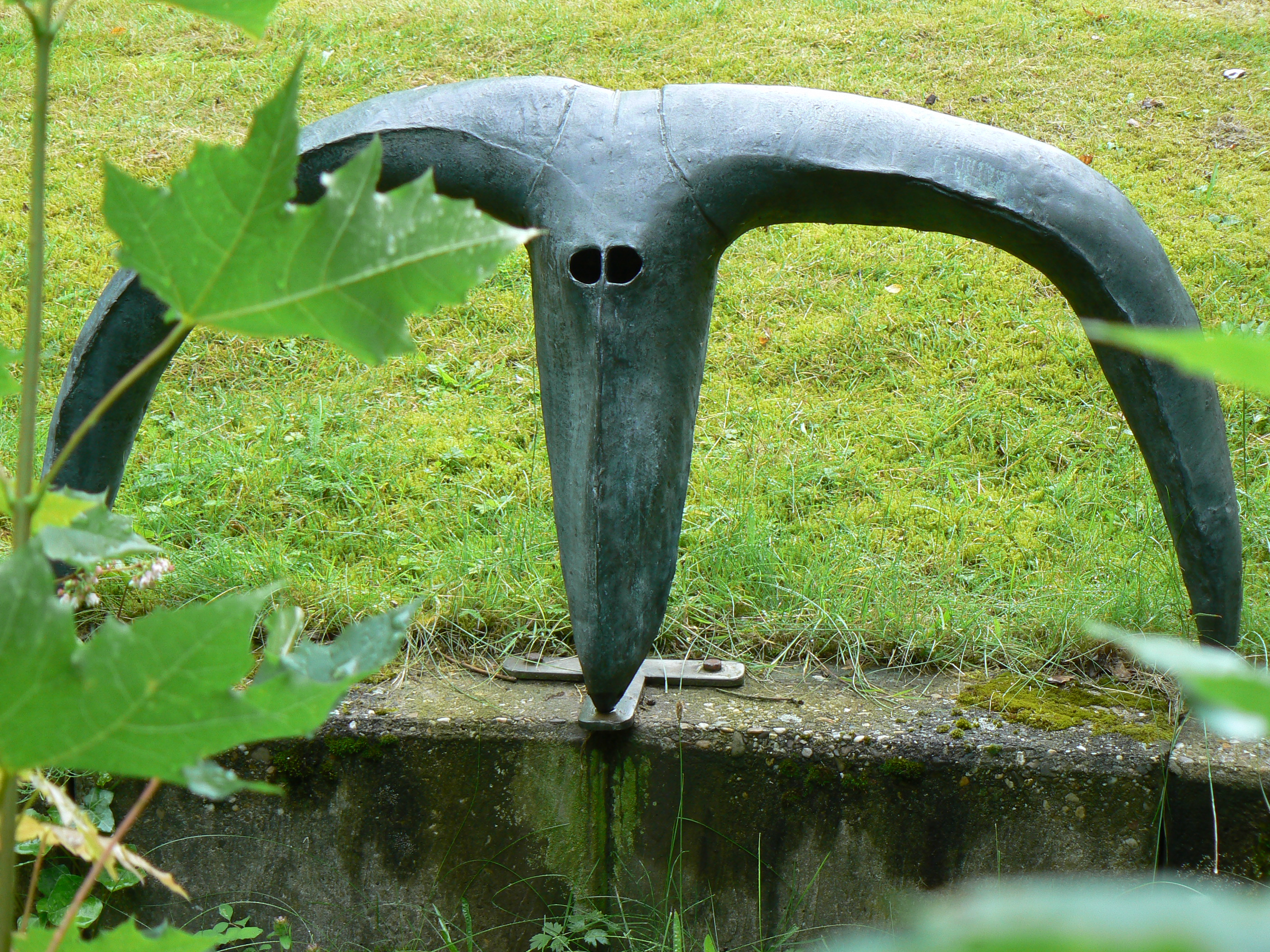
Großer gehörnter Tierschädel, Marl
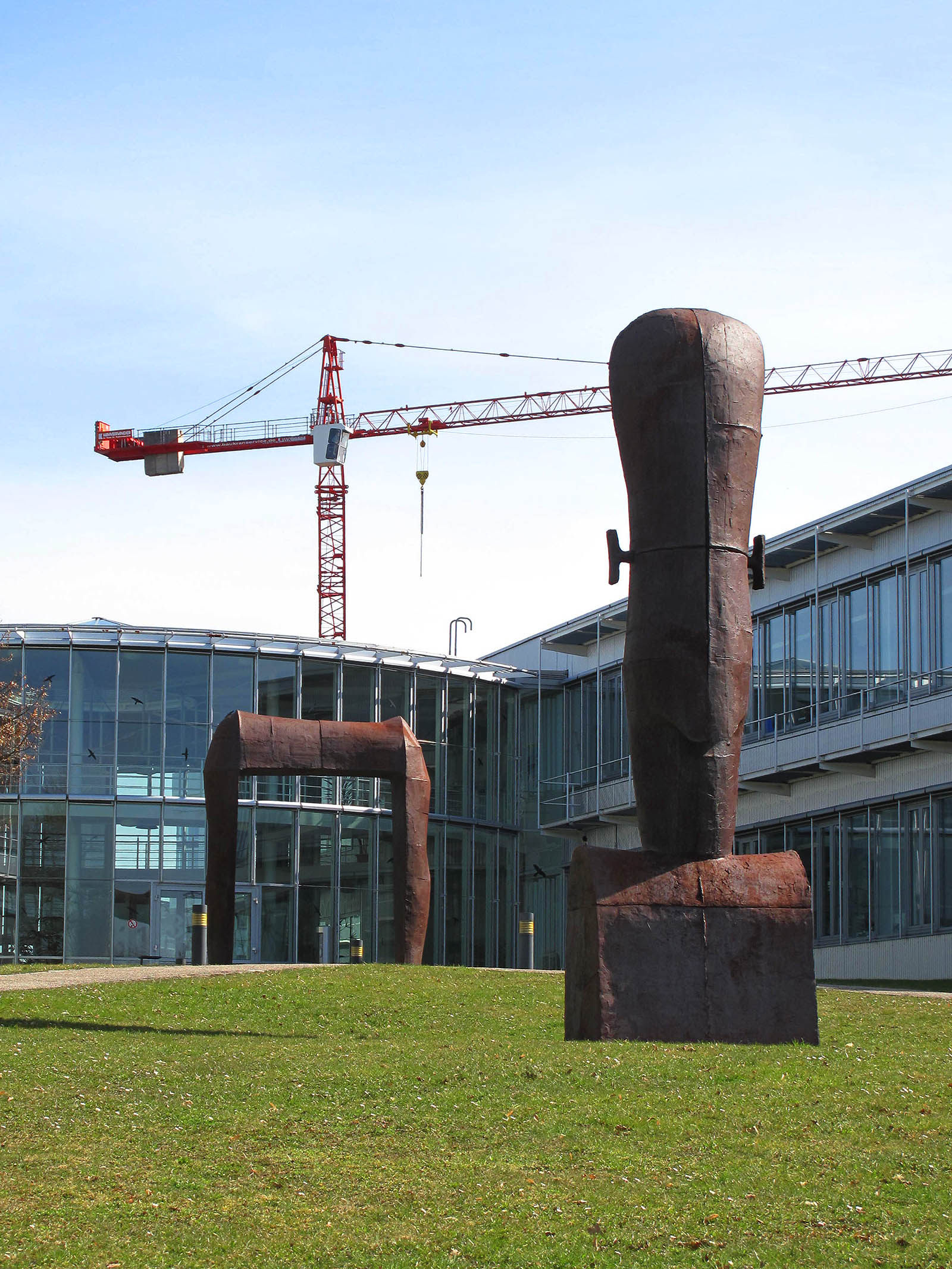
Gußeissenplastik, Stuttgart
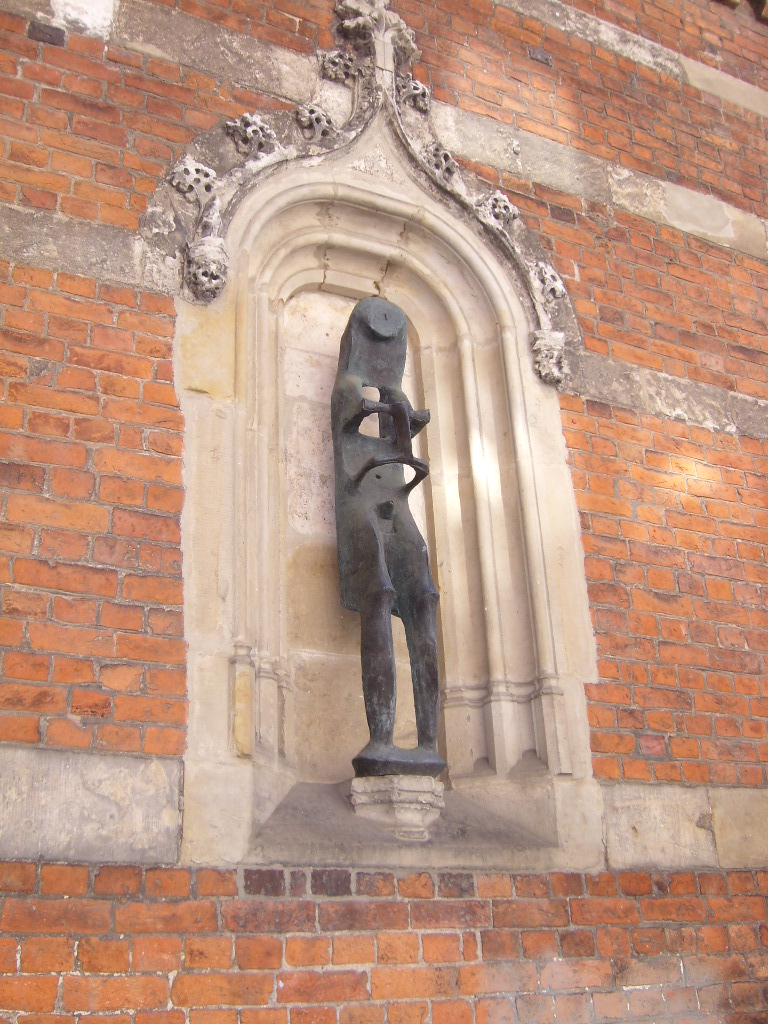
Adam, Lübeck
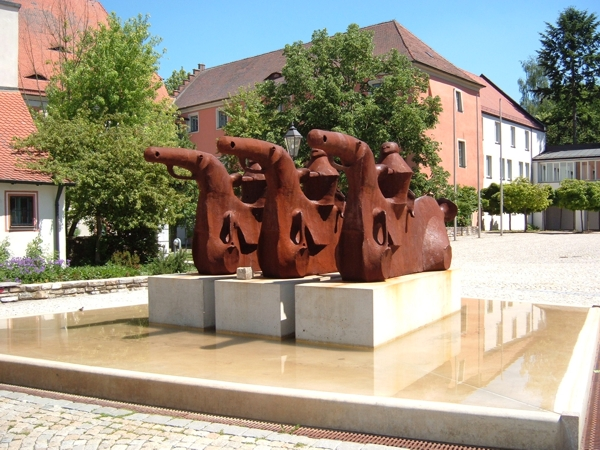
Drei Reiter, Neumarkt in der Oberpfalz
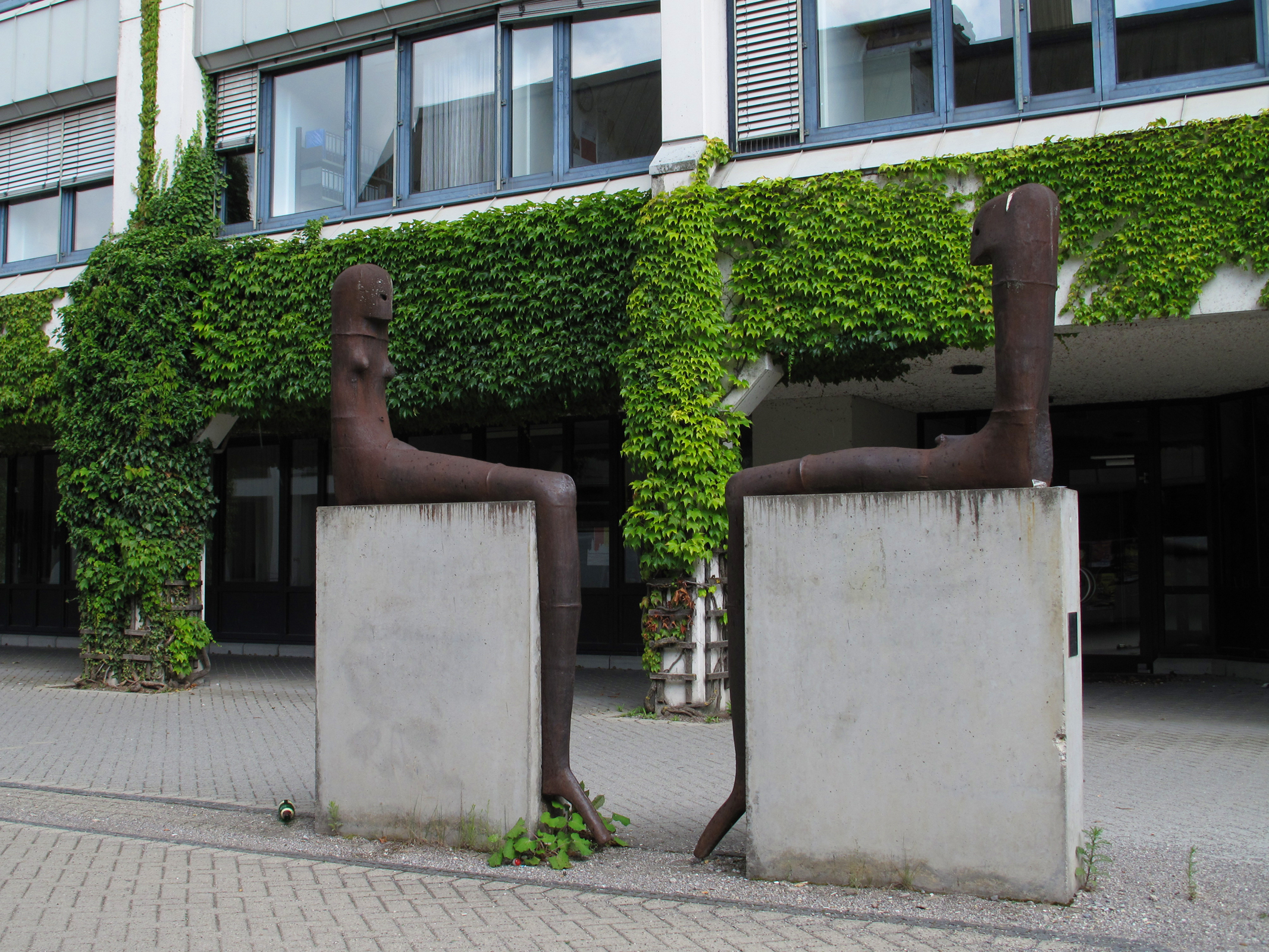
Mann und Frau sich gegenübersitzend, Augsburg